# Kazuhito Kitao
Kazuhito Kitao (北尾一人, Kitao Kazuhito, né le 19 juin 1983), surtout connu sous son surnom Katchan, est un batteur japonais. Il fonde en 2001 le groupe Orange Range, qu'il quitte en plein succès en 2005 pour divergence artistique. Il forme ensuite en 2007 le groupe Kick Chop Busters, couramment appelé KCB. Il en sera batteur jusqu'en automne 2010 ou il deviendra chanteur du groupe.
En automne 2012, il lance un mini album solo appelé Thank you pour célébrer ses 10 ans de carrière.
Au milieu 2020, après avoir arrêté tout activités musical depuis 2015, il lance la boutique &story où il vend des sacs à mains et portefeuille fait en cuir.